# Коломбано (Ровиго)
Коломбано је насеље у Италији у округу Ровиго, региону Венето.
Према процени из 2011. у насељу је живело 125 становника. Насеље се налази на надморској висини од 6 м.